# Brug 1107
De bruggen 1107, 1108 en 1009 zijn drie bouwkundig kunstwerken in één in Amsterdam-Zuidoost.

## Ligging
Ze liggen samen over een afwateringstocht die vanaf circa 1970 de D-buurt scheidt van de F-Buurt in de Bijlmermeer. Vanwege de doorgevoerde scheiding tussen snel (gemotoriseerd) en langzaam (ongemotoriseerd) verkeer waren hier drie bruggen nodig langs de toen opgeleverde flats Develstein en Florijn, die over genoemd water aan elkaar gekoppeld waren. Die afwateringstocht kwam in een betonnen bak onder de verbinding te liggen. 
Dirk Sterenberg kwam voor de Dienst der Publieke Werken met drie sterk op elkaar gelijkende bruggen, alleen de breedte verschilt,  in één opzet. Opgebouwd op een betonnen paalfundering met een betonnen overspanning hebben ze iele metalen leuningen. De brugnummers zijn aangegeven in een plaatje in de leuningen in plaats van zoals gebruikelijk op de overspanning. Opvallend zijn de abstracte sculpturen die Sterenberg aan de borstweringen toevoegde. Brug 1107 draagt een fietspad, bruggen 1108 en 1109 zijn uitsluitend voor voetgangers.
Na de sloop van flat Develstein zorgden de bruggen voor de verbinding tussen het Strandvlietpad en de Nadezdja Mandelstamstraat.

## Bruggen 1102-1106
Sterenberg had ook voor de flats Frissenstein (1102 een 1103) en Fleerde (1104, 1105 en 1106) soortgelijke bruggen ontworpen. Deze werden eveneens rond 1970 gebouwd, maar werden bij de sanering van de grote flatgebouwen in de wijk net als (delen van) die flatgebouwen gesloopt.

## Afbeeldingen

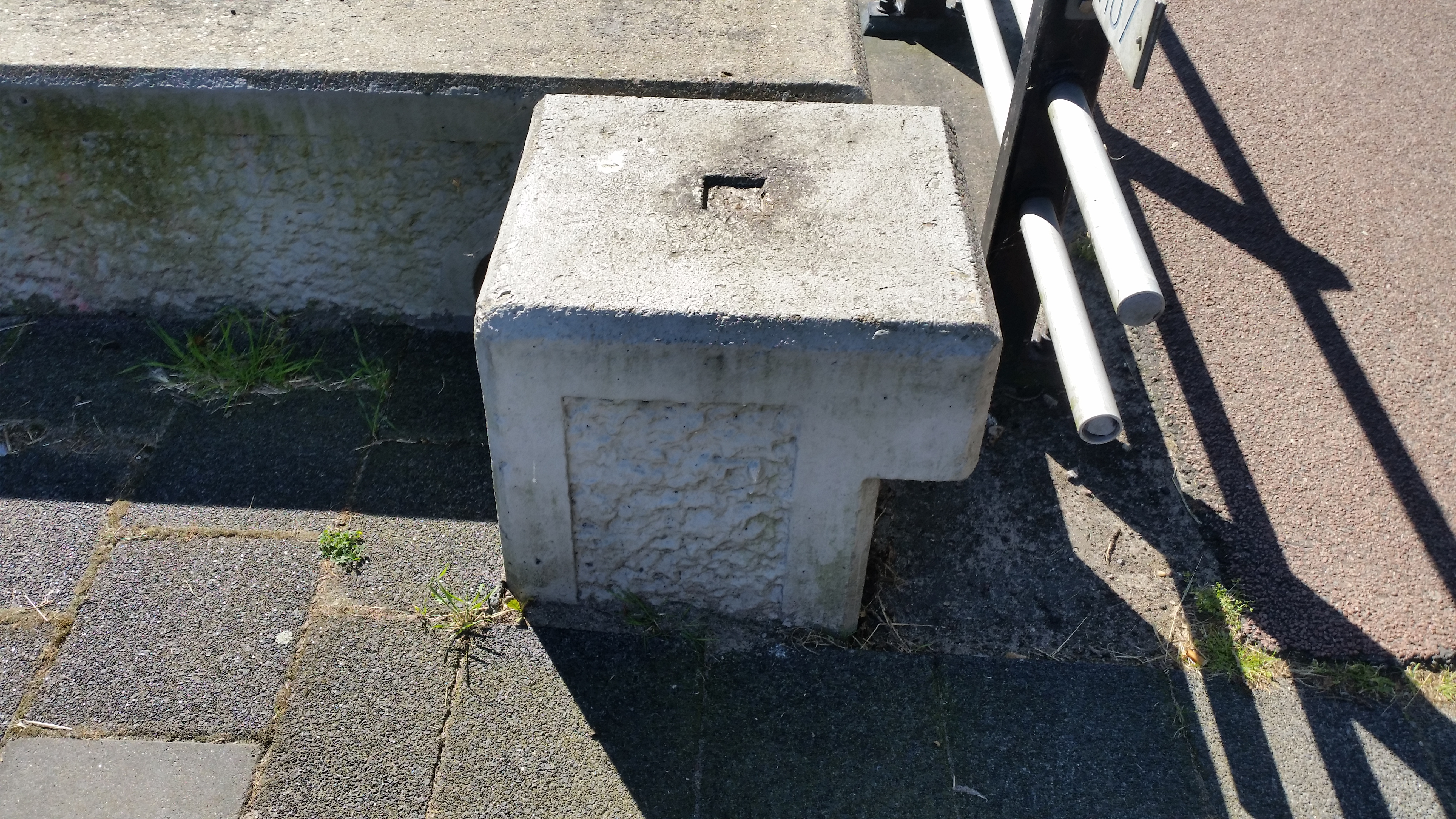
Een abstract blokje bij brug 1007 (augustus 2020)
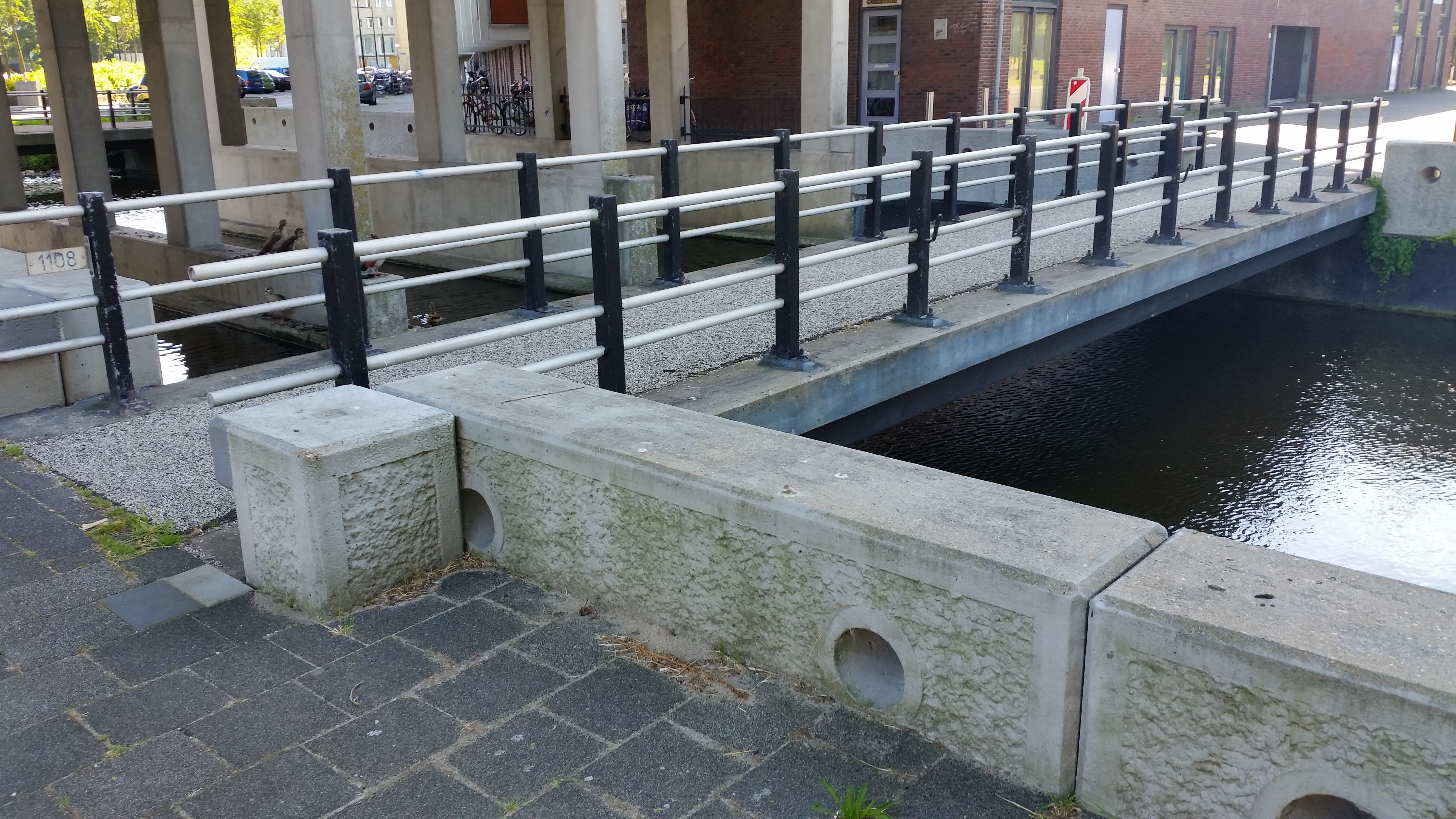
Zijaanzicht brug 108 met abstract blokje en gaten in de borstwering (augustus 2020)
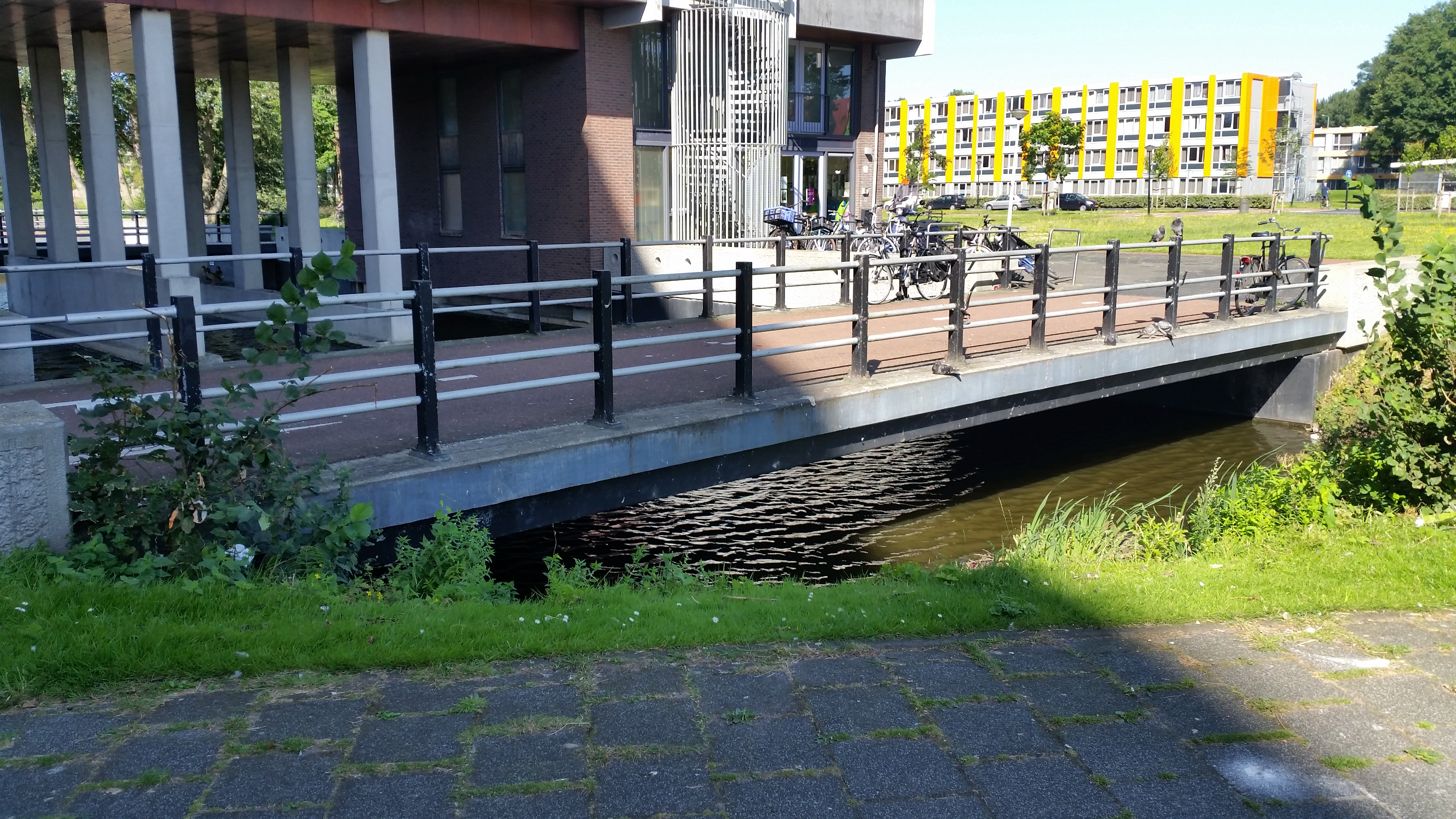
Zijaanzicht brug 1109 (augustus 2020)
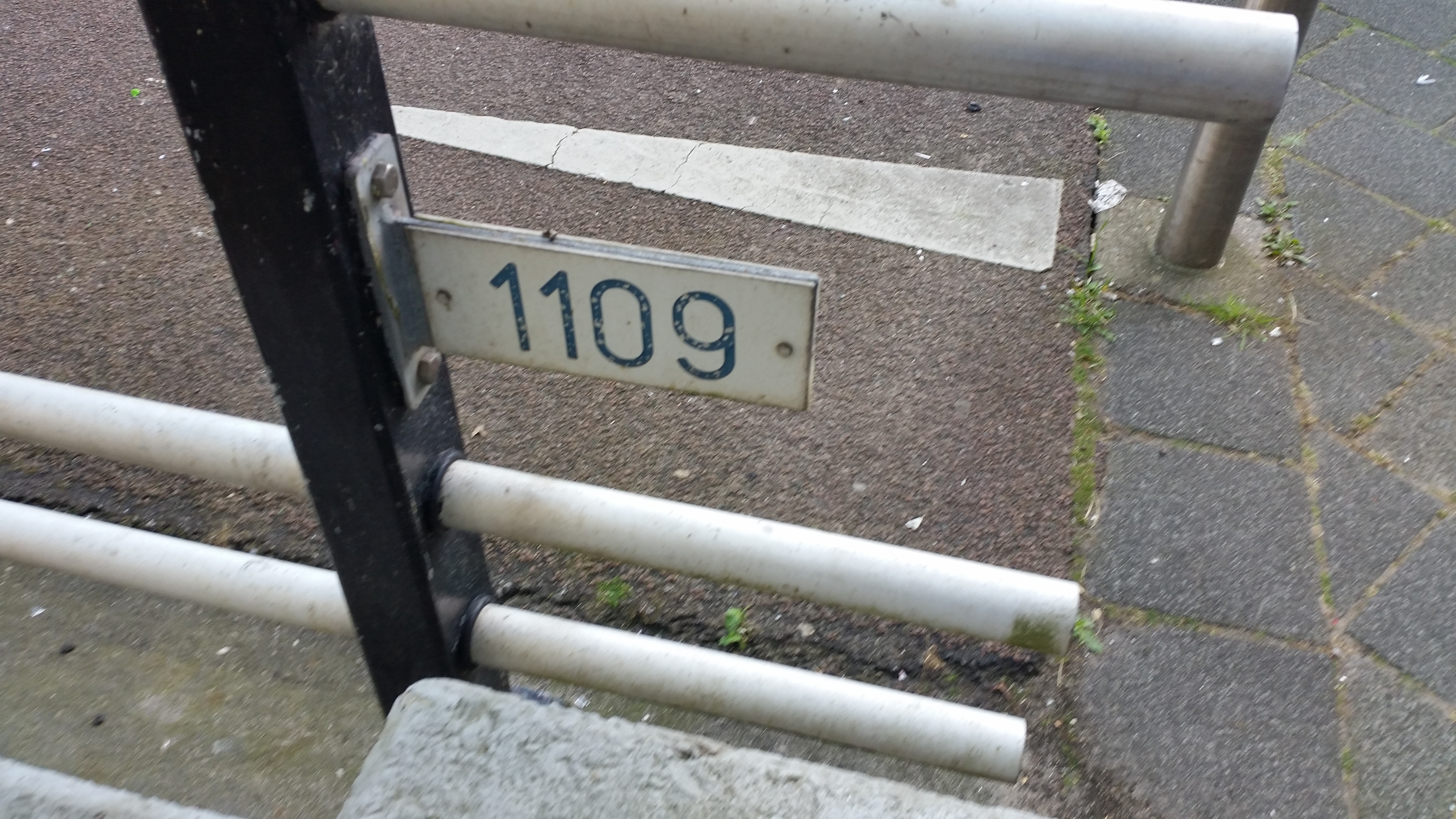
Nummerplaat brug 1109 (augustus 2020)

<<< · 1100 · 1101 · 1107 · 1008 · 1009 · 1110 · 1111 · 1119 · 1121 · 1122 · 1123 · 1124 · 1125 · 1126 · 1127 · 1128 · 1129 · 1130 · 1131 · 1132 · 1133 · 1134 · 1135 · 1139 · 1140 · 1141 · 1142 · 1143 · 1144 · 1145 · 1146 · 1148 · 1149 · 1150 · 1151 · 1152 · 1153 · 1154 · 1155 · 1156 · 1157 · 1159 · 1162 · 1163 · 1164 · 1165 · 1167 · 1170 · 1171 · 1172 · 1173 · 1174 · 1175 · 1176 · 1177 · 1179 · 1180 · 1181 · 1182 · 1183 · 1184 · 1186 · 1187 · 1188 · 1189 · 1190 · 1191 · 1192 · 1193 · 1194 · 1195 · 1196 · 1197 · 1198 · 1199 · >>>
Brugnummers 1102-1106 (gesloopt), 1112-1118 (gesloopt), 1120, 1136-1138, 1145, 1147, 1158 (onbekend), 1160, 1161, 1166, 1168, 1169, 1178 en 1185 (voetbrug Bijlmerweide bouw 1970, sloop 2015) zijn niet (meer) vergeven.